# Amicitia (studentenvereniging)
Amicitia was een Vlaamsgezinde en katholieke studentenvereniging aan de Leuvense universiteit (1911-1914), vooral in de herinnering gebleven vanwege de stichters en hun latere bekendheid.

## Doel
Het doel van Amicitia binnen de Vlaamse Beweging was de intellectuele vorming van de Vlaamse studenten te bevorderen, in een katholieke en radicaal-Vlaamse richting, als toekomstige leiders van het volk.

## Oprichting
De vereniging werd in 1911 opgericht door Leuvense studenten. Als voorzitter werd Prosper Thuysbaert gekozen. Andere bestuursleden waren Firmin Deprez, Frans Brusselmans, Hilaire Gravez, Albert D'Haese, Alfred Raport. Emiel Vliebergh aanvaardde het erevoorzitterschap en Honoré-Jozef Coppieters (later bisschop van Gent) werd 'proost'.

## Werking
De vereniging werd onderverdeeld in drie afdelingen: West-Vlaanderen, Oost-Vlaanderen en Antwerpen-Brabant-Limburg. Er ontstond ook een geheim genootschap binnen de vereniging, dat zich de 'Ridderschap van Sint-Michiel' noemde en geleid werd door Firmin Deprez. De leuze luidde: Voor God en Vlaanderen tot de dood.
De zeer katholieke en zeer Vlaamse studentenvereniging zette zich af tegen de studentenclubs en het 'bierromantisme' en wilde zich toeleggen op de innerlijke vorming van degenen die de toekomstige leiders van hun volk moesten worden. Dit behoorde tot een ruimer verspreide stroming die zich ook in andere verenigingen uitte, zoals de Onthoudersbond, de Sprekersbond, de Derde Orde van Sint-Franciscus en het Sint-Thomasgenootschap. 'Amicitia' leverde hieraan een bescheiden bijdrage, met een ledenaantal dat op zijn hoogtepunt niet hoger dan 130 leden lag.
De voornaamste activiteit bestond in het organiseren van voordrachten in Leuven door vooraanstaande Vlaamsgezinden, zoals Cyriel Verschaeve, Hugo Verriest, Lodewijk Dosfel en Desideer Stracke. Daarnaast hielden de leden zelf Vlaamsgezinde voordrachten, of organiseerden toneel- en kunstavonden.

## Einde
De Eerste Wereldoorlog onderbrak de activiteiten van Amicitia. Wel werden, in de geest van de vereniging, onder de soldaten 'Gebedenbonden' gesticht. De voornaamste bezieler van de vereniging, Firmin Deprez, sneuvelde in 1916.
Na de oorlog werd onder voorzitterschap van Alfred Raport de werking hernomen. Zonder succes echter, zodat het beperkt bleef tot enkele nostalgische samenkomsten of correspondentie tussen oud-leden om te praten over 'de tijd van toen'. De nieuwe generaties studenten vonden geen aansluiting met 'Amicitia'. De wegen van de stichters waren toen ook uiteen gegaan en ze waren de studentenjaren ontgroeid. Verschillende onder hen werden hoogleraar. Thuysbaert, Brusselmans en Raport bleven actief binnen de katholieke partij, Gravez, D'Haese en anderen evolueerden in Vlaams-nationalistische richting en kwamen bij het VNV en sommigen in de collaboratie terecht.